# La Bastide-d'Engras
La Bastide-d'Engras är en kommun i departementet Gard i regionen Occitanien i södra Frankrike. Kommunen ligger i kantonen Lussan som tillhör arrondissementet Nîmes. År 2022 hade La Bastide-d'Engras 204 invånare.

## Befolkningsutveckling
Antalet invånare i kommunen La Bastide-d'Engras
Referens:INSEE